# Kanton Saint-Denis-2
Kanton Saint-Denis-2 (francouzsky Canton de Saint-Denis-2) je francouzský kanton v departementu Réunion v regionu Réunion. Tvoří ho pouze část města Saint-Denis.